# Tameka Williams
Tameka Williams (* 31. August 1989 in Basseterre) ist eine ehemalige Leichtathletin aus St. Kitts und Nevis, die sich auf den Sprint spezialisiert hat.

## Sportliche Laufbahn
Erste Erfahrungen bei internationalen Meisterschaften sammelte Tameka Williams im Jahr 2005, als sie bei den Jugendweltmeisterschaften in Marrakesch mit 12,36 s und 25,69 s jeweils in der ersten Runde über 100 und 200 Meter ausschied. Anschließend schied sie bei den Panamerikanischen-Juniorenmeisterschaften in Windsor mit 12,74 s in der Vorrunde im 100-Meter-Lauf aus. Im Jahr darauf gewann sie bei den CARIFTA Games in Les Abymes mit 5,98 m die Bronzemedaille im Weitsprung, ehe sie bei den Juniorenweltmeisterschaften in Peking mit 12,00 s in der ersten Runde über 100 Meter ausschied. 2007 belegte sie bei den CARIFTA Games in Providenciales in 11,85 s den siebten Platz über 100 Meter und schied mit 24,60 s in der Vorrunde im 200-Meter-Lauf aus. Im Weitsprung gewann sie mit 6,14 m erneut die Bronzemedaille. Anschließend schied sie bei den Panamerikanischen-Juniorenmeisterschaften in São Paulo mit 12,14 s und 24,76 s jeweils im Vorlauf über 100 und 200 Meter aus und gelangte im Weitsprung mit 5,86 m auf Rang sechs. Kurz darauf wurde sie bei den Panamerikanischen Spielen in Rio de Janeiro mit 6,10 m Neunte im Weitsprung und belegte mit der 4-mal-100-Meter-Staffel in 44,14 s den fünften Platz. Im Jahr darauf ging sie bei den CARIFTA Games in Basseterre Finale über 100 Meter nicht mehr an den Start und anschließend schied sie bei den Juniorenweltmeisterschaften in Bydgoszcz mit 11,99 s im Halbfinale über 100 Meter aus und kam über 200 Meter mit 24,55 s nicht über den Vorlauf hinaus. Zudem belegte sie mit der Staffel in 45,10 s den sechsten Platz.
2009 schied sie bei den Zentralamerika- und Karibikmeisterschaften (CAC) in Havanna mit 11,78 s im Vorlauf über 100 Meter aus und siegte in 43,53 s in der 4-mal-100-Meter-Staffel. Anschließend schied sie bei den Weltmeisterschaften in Berlin mit 23,47 s im Halbfinale über 200 Meter aus und verpasste mit der Staffel mit 43,98 s den Finaleinzug. Im Jahr darauf belegte sie bei den U23-NACAC-Meisterschaften in Miramar in 12,78 s den achten Platz über 100 Meter. Anschließend kam sie bei den Zentralamerika- und Karibikspielen in Mayagüez mit 11,66 s nicht über den Vorlauf über 100 Meter hinaus und belegte in 24,48 s den sechsten Platz über 200 Meter und gewann mit der Staffel in 44,43 s die Bronzemedaille hinter den Teams aus Kolumbien und Jamaika, nachdem die ursprünglich siegreiche Mannschaft aus Puerto Rico wegen eines Dopingverstoßes disqualifiziert worden war. 2011 belegte sie bei den CAC-Meisterschaften ebendort in 11,75 s den siebten Platz über 100 Meter und schied über 200 Meter mit 23,63 s im Vorlauf aus. Anschließend belegte sie bei den Panamerikanischen Spielen in Guadalajara in 23,06 s den vierten Platz über 200 Meter und verpasste mit 11,68 s den Finaleinzug über 100 Meter. 2012 stellte sie neue Landesrekorde über 100 und 200 Meter auf und qualifizierte sich damit für die Teilnahme an den Olympischen Sommerspielen in London. Kurz vor Beginn der Spiele gab sie zu, ein sogenanntes Blast Off Red Medikament injiziert zu haben, dass in der Veterinärmedizin gebräuchlich ist und wurde daraufhin wegen Verstößen gegen die Antidopingbestimmungen bis 2016 gesperrt. 2016 nahm sie dann über 200 Meter an den Olympischen Sommerspielen in Rio de Janeiro teil und schied dort mit 23,61 s in der ersten Runde aus. 2019 bestritt sie ihren letzten offiziellen Wettkampf und beendete daraufhin ihre aktive sportliche Karriere im Alter von 29 Jahren.
In den Jahren 2012 und 2017 wurde Williams Landesmeisterin im 200-Meter-Lauf sowie 2017 auch über 100 Meter und 2012 in der 4-mal-100-Meter-Staffel.

## Persönliche Bestzeiten
- 100 Meter: 11,18 s (+2,0 m/s), 28. April 2012 in San Marcos
  - 60 Meter (Halle): 7,24 s, 12. Februar 2012 in Karlsruhe
- 200 Meter: 22,45 s (+1,4 m/s), 3. Juni 2012 in Basseterre
- Weitsprung: 6,32 m (+1,9 m/s), 24. April 2010 in Tempe